# Cymothoa eremita
Cymothoa eremita es una especie de crustáceo isópodo marino del género Cymothoa, familia Cymothoidae. Fue descrita científicamente por Brunnich en 1783.

## Distribución
Esta especie se encuentra en India, el mar Rojo, Sri Lanka, océano Índico y la parte occidental del Indo-Pacífico.